# Sig (namn)
Sig (alternativt stavat Sieg) är ett germanskt förnamn och namnprefix som betyder Seger. Sådana namn får ofta smeknamnet Sigge.

## Namn med förledet Sig-
- Sigge – (smeknamn för segernamn)

### Kvinnonamn
- Sigdriva – (”segerdriverska”)
- Signe – (”segerny”)
- Sigrid – (”segerfrid”)
- Sigrun – (”segerruna”)

### Mansnamn
Sig förekommer som namnprefix i följande namn:
- Sigbjörn – (”segerbjörn”)
- Sigfrid (Siegfrid) – (”segerfred”)
- Sigismund – (”segermyndare”, variant av Sigmund)
- Sigmund (Siegmund) – (”segermyndare”, variant av Sigismund)
- Sigsten (Sixten) – (”segersten”)
- Sigtrygg – (”segertrogen”)
- Sigurd – (”segerväktare”, variant av Sigvard)
- Sigvard – (”segerväktare”, variant av Sigurd)

## Historiska prefixformer
| - Se-, See- - Seg-, Segel-, Segi- - Sei-, Sey- - Si-, Sí- - Sic- - Sie- - Sieg-, Sig-, Sigh- | - Sigan- - Sige- - Sigi-, Sigis- - Sigr- - Sigo- - Sigu-, Sigur- - Sii- | - Siigg- - Sio-, Sjo-, Sju-, Sjug- - Sy-, Syg- - Sä- - Søg- - Zei- |

## Individer med namnet Sig

### Historiska individer
- Sig Andrusking(en) (1913–1994), en amerikansk fotbollsspelare
- Sig Arno (1895–1975), tysk-judisk filmskådespelare
- Sig Broskie(en) (1911–1975), amerikansk basebollspelare
- Sig Gissler(en) (född 1936), amerikansk professor
- Sig Gryska(en) (1914–1994), amerikansk basebollspelare
- Sig Haugdahl(en) (1891–1970), norsk racerförare
- Sig Hansen(en) (född 1966) kapten för det amerikanska fiskefartyget Northwestern i TV-serien Dödlig fångst
- Sig Herzig(en) (1897–1985), amerikansk manusförfattare
- Sig Jakucki(en) (1909–1979), amerikansk basebollspelare
- Sig Libowitz(en) (född 1968), amerikansk advokat, skådespelare, verkställande filmchef, filmproducent och skribent
- Sig Mejdal(en) (född 1965), amerikansk basebollstatistiker
- Sig Rogich (född 1944), isländsk-amerikansk affärsman och diplomat
- Sig Ruman (1884–1967), tysk-amerikansk skådespelare
- Sig Shore(en) (1919–2006), amerikansk filmregissör

### Fiktiva individer
- Sig, en karaktär i datorspelsserien Jak and Daxter
- Sig, en karaktär i datorspelsserien  Puyo Pop

### Webbkällor
- ”SIG”. nordicnames.de. https://www.nordicnames.de/wiki/SIG. Läst 5 december 2022.